# Zakouski
Zakouski – balet stworzony przez naczelnego baletmistrza New York City Ballet Petera Martinsa składający się z fragmentów Vocalise op. 34 nr 14 Siergieja Rachmaninowa, Mavra Igora Strawinskiego, Czwartego Dnia z Pięciu Melodii Siergieja Prokofjewa oraz Wala-Scherza op. 34 Piotra Czajkowskiego. Jego premiera miała miejsce 17 listopada 1992 w Teatrze Stanowym Nowego Jorku. Był to pierwszy występ Nikolaja Hübbego w New York City Ballet. Balet doczekał się wznowienia w lecie 2004 oraz zimie 2008.

## Obsada

### Wersja oryginalna
- Margaret Tracey
- Nikolaj Hübbe

## Wznowienie
- Yvonne Borree
- Nikolaj Hübbe